# Heldreichia rotundifolia
Heldreichia rotundifolia är en korsblommig växtart som beskrevs av Pierre Edmond Boissier. Heldreichia rotundifolia ingår i släktet Heldreichia och familjen korsblommiga växter. Inga underarter finns listade i Catalogue of Life.